# Clínica Mayo
La Clínica Mayo (en inglés: Mayo Clinic) es una entidad sin ánimo de lucro dedicada a la práctica clínica, la educación y la investigación, cuya sede central, la Mayo Medical School (en español, Escuela de Medicina Mayo), y sus dependencias para la investigación están situadas en Rochester, Minnesota, Estados Unidos. Además posee hospitales y clínicas en Jacksonville (Florida) y Scottsdale y Phoenix (Arizona). Está asociada con varias pequeñas clínicas y hospitales de Minnesota, Iowa y Wisconsin, y con la organización Mayo Health System (en español, Organismo de Salud Mayo).
Por razones históricas, se le ha llamado "Clínica Mayo" en vez de la "Clínica de Mayo". La Clínica Mayo era, en origen, una pequeña clínica de consultas externas.
La Clínica Mayo remunera a los médicos con un salario fijo que no se ve afectado por el volumen de pacientes que atienden. Los salarios se equiparan a los pagados en otras organizaciones médicas comparables.
Cada año, pacientes procedentes de todo el mundo acuden a las sucursales de Arizona, Florida y Minesota en busca de atención médica. Para los pacientes internacionales Clínica Mayo ofrece, intérpretes, oficinas especiales para pacientes internacionales que ofrecen asistencia durante toda la visita y traducción de material escrito.
En el sistema de Clínica Mayo trabajan más de 7 300 médicos y científicos, aparte de un personal de apoyo de 60 000 personas. Los médicos de Mayo comparten la información del paciente a través de un expediente electrónico unificado, además de, normalmente, recurrir a la pericia de sus compañeros médicos.

## Historia

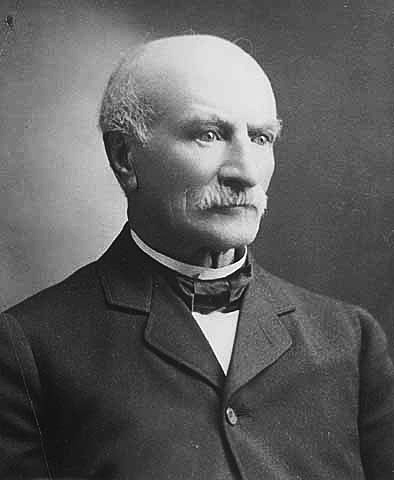
William Worrall Mayo

La Clínica Mayo (1889) surgió de la consulta médica del doctor William Worrall Mayo (1819-1911) y sus dos hijos, William James Mayo (1861-1939) y Charles Horace Mayo (1865-1939). El doctor William Worrall Mayo emigró, en 1846, desde Salford, en el Reino Unido, a Estados Unidos donde se convirtió en médico.
Los fundadores de la Clínica Mayo son los doctores Mayo, Stinchfield, Graham, Plummer, Millet, Judd y Balfour. Estos socios fundadores compartían los beneficios de la práctica privada de la medicina y contrataban a personal asalariado. En 1919, crearon la Mayo Properties Association (en español, Sociedad de Propiedades Mayo), y pasaron de la práctica privada a convertirse en una entidad sin ánimo de lucro. Los hermanos Mayo, que mantenían la propiedad de la clínica y sus equipamientos, la cedieron en su totalidad a la recién creada sociedad, raíz de la actual Clínica Mayo.
En 1892, el doctor Augustus Stinchfield fue invitado a unirse al proyecto por el doctor Mayo, quien le consideraba el mejor médico de Rochester y alrededores. Una vez que aquel aceptó, el doctor Mayo se retiró a la edad de 73 años.
El doctor Henry Stanley Plummer se convirtió en socio en 1901. Es considerado por muchos como el «arquitecto de la práctica médica moderna» y razón principal de su temprano éxito. Diseñó muchos de los sistemas empleados hoy universalmente, como la historia clínica individual basada en dossiers y un sistema de intercomunicación telefónica. 
Mientras que los hermanos Mayo destacaban como cirujanos, el doctor Plummer ha sido ampliamente reconocido como desarrollador e implantador de los aspectos diagnósticos y clínicos de la práctica médica. El doctor Louis B. Wilson fue contratado en 1907, a instancias del doctor Plummer, para crear los laboratorios de investigación y diagnóstico.
El Plummer Building (en español, Edificio Plummer) de la clínica fue diseñado por Jonathan William Dawson y Ray Corwin del estudio de arquitectura Ellerbe & Round, según las sugerencias del personal de la clínica y con la orientación del doctor Plummer. En el momento de su finalización en 1928 era el edificio más alto de Minesota, y así fue hasta la construcción de la Foshay Tower (en español, Torre Foshay) en Mineápolis. Se incorporó al Registro Nacional de Lugares Históricos) en 1969, y recientemente su campanario ha sufrido una galardonada restauración. El estudio Ellerbe consta como responsable de los proyectos del Red Building de 1914, el Mayo Institute of Experimental Medicine de 1922, el Plummer Building de 1927, el Mayo Building de 1954, el Gonda Building de 2002 y el Rochester Methodist Hospital (en español; Edificio Rojo, Instituto Mayo de Medicina Experimental, Edificio Plummer, Edificio Mayo, Edificio Gonda y Hospital Metodista de Rochester respectivamente). El histórico Edificio Rojo de 1914 catalogado como monumento nacional en el Registro Nacional fue demolido en los ochenta para construir el Siebens Building (en español, Edificio Siebens) diseñado por HGA. El campus Mayo de Rochester ocupa aproximadamente tres veces la extensión del Mall of America, un megacentro comercial de 300.000 m². La Clínica Mayo de Rochester emplea a 30.000 personas.

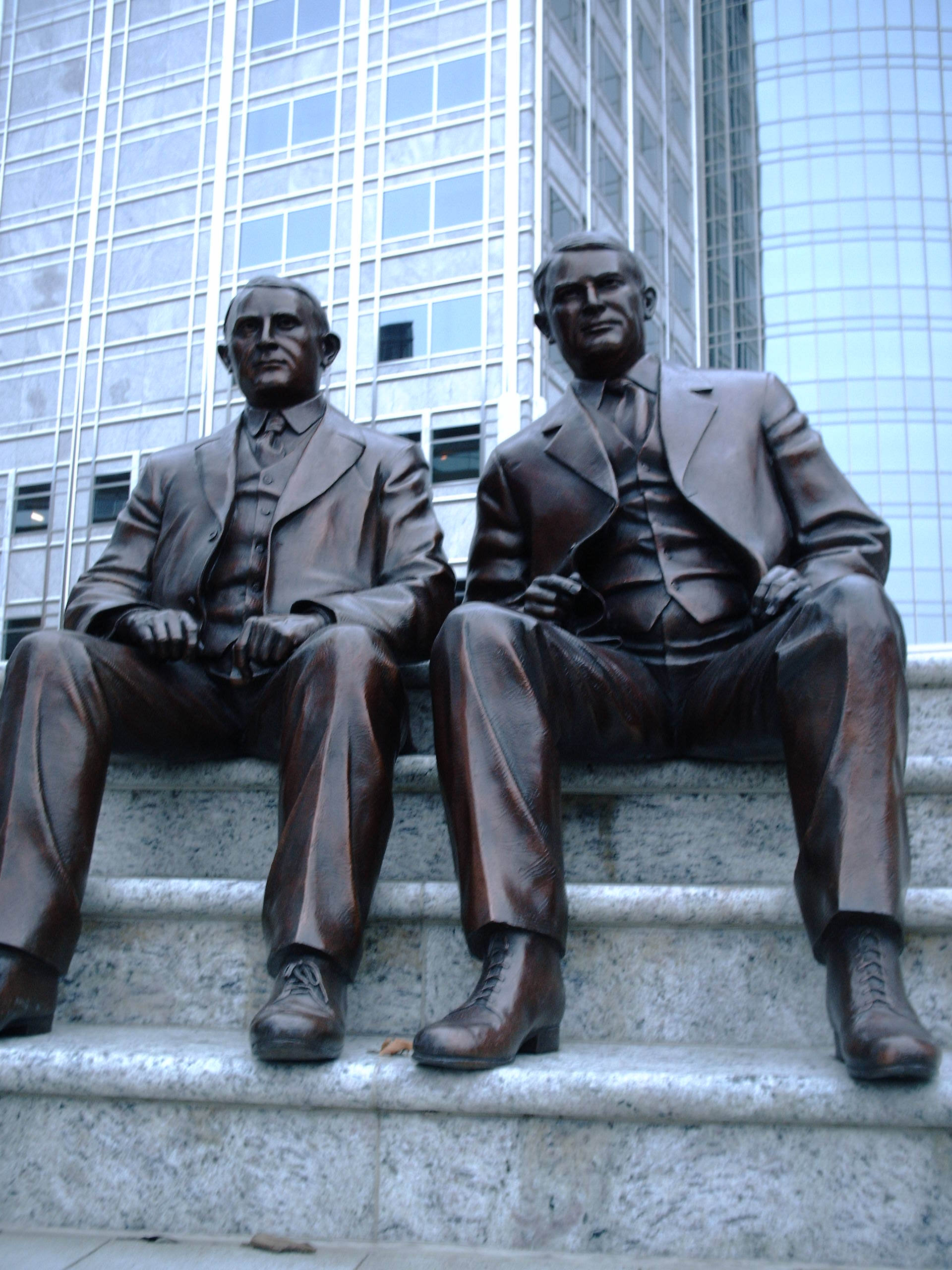
Estatua de bronce de los hermanos Mayo, los doctores Will y Charlie, delante del Edificio Gonda.

### Facultad de Medicina Mayo
El doctor Mayo ayudó a la fundación de la Facultad de Medicina de la universidad de Minesota con una donación de dos millones de dólares en 1917; y hasta comienzos de los setenta, los médicos de la clínica eran profesores de la escuela. En 1972, la Clínica Mayo inauguró su propia facultad de medicina en Rochester.

## Centro de Recursos de Imagen Biomédica
El Biomedical Imaging Resource (BIR)--en español, Recursos de Imagen Biomédica--- de la Clínica Mayo está dedicado al avance de la investigación de la imagen biomédica y la visualización científica. El BIR proporciona conocimientos científicos y tecnología avanzada relacionados con este campo, como adquisición, procesamiento, visualización y análisis de imagen; visualización de volumen; gráficos por computadora; realidad virtual y entornos virtuales; bases de datos de imágenes; estaciones de trabajo, redes y programación. El BIR desarrolló el software de imagen biomédica Analyze.

## Presidente
El Presidente y Director Ejecutivo de la Clínica Mayo es John H. Noseworthy, doctor en medicina, que gana aproximadamente 745,000 dólares al año (aproximadamente medio millón de euros). En 2007, los ingresos de la clínica Mayo crecieron un 10 %, cifrándose en 6 900 millones de dólares.